# Ralpharia gorgoniae
Ralpharia gorgoniae is een hydroïdpoliep uit de familie Tubulariidae. De poliep komt uit het geslacht Ralpharia. Ralpharia gorgoniae werd in 1990 voor het eerst wetenschappelijk beschreven door Petersen. 